# Walter Varian Brown
Pour les articles homonymes, voir Brown.
Cet article possède un paronyme, voir Walter Brown (homonymie).
Walter Varian Brown est un botaniste américain, né le 3 avril 1913 à Leicester dans le Massachusetts et mort en 1977.

## Biographie
Il est le quatrième enfant de Frederic Kenyon Brown et d’Ethelind Cartland née Knight. Son père, originaire de Grande-Bretagne est venu très jeune aux États-Unis d'Amérique pour travailler dans les plantations de coton de New Bedford dans le Massachusetts avant de devenir prêtre en Nouvelle-Angleterre. Sa mère enseigne dans une école réservée aux noirs. Ses deux parents s’adonnant à l’écriture.
Brown étudie à Leominster avant d’entrer à la Worcester Massachusetts Academy. Il obtient son baccalauréat à l'université Brown en 1939 et son master en 1939. Le 3 juillet 1938, il se marie avec Helen B. Murray d’Hanover dans le New Hampshire. Il reçoit son doctorat à l’université Duke en 1943. Il sert deux ans dans la Navy.
Après la guerre, Brown reprend ses études à Harvard auprès de Karl Sax (en) (1892-1973), un célèbre cytogénéticien. Il est embauché en 1947 à l’université du Texas. Il devient alors une sommité dans le domaine des graminées et des herbages.

## Source
- (en) Nécrologie de l’université du Texas